# سارة بنت مشهور آل سعود
الأميرة سارة بنت مشهور بن عبد العزيز آل سعود، هي أميرة سُعوديَّة، حفيدة الملك عبد العزيز آل سعود، وزوْجَة ابن عمِّها غير الشقيق، وليّ العَهْد السُّعوديّ الأمير محمد بن سلمان.

## سيرتها الشخصية
سارة بنت مشهور هي ابنة مشهور بن عبد العزيز آل سعود ووالدتها هي نورة بنت محمد بن سعود الكبير. والدها هو ابن الملك عبد العزيز آل سعود ووالدتها هي نوف بنت نواف بن نوري الشعلان.
رغم أن الأميرة سارة لا تظهر أمام الإعلام، إلا أنها ترعى افتتاح بعض الفعاليات، كما أنها رئيسة مجلس إدارة مركز عِلمي وأطلقت عدداً من المشاريع للمركز في مدينة محمد بن سلمان غير الربحية الذي يُعتقد بأنه سيُفْتَتَح عام 2025.
تزوجت الأميرة سارة من الأمير محمد في 6 أبريل 2008. ولهما خمسة أبناء، هُم:
- الأمير سلمان
- الأمير مشهور
- الأميرة فهدة
- الأميرة نورة
- الأمير عبد العزيز (مواليد 17 أبريل 2021).[8][9]

تم تسمية الأربعة الأوائل على اسم أجدادهم، والخامس على اسم جده الأكبر الملك عبد العزيز، مؤسس المملكة العربية السعودية.